# They-sous-Montfort
 They-sous-Montfort  es una población y comuna francesa, en la región de Lorena, departamento de Vosgos, en el distrito de Neufchâteau y cantón de Vittel.

## Demografía
| 239 | 214 | 212 | 188 | 178 | 177 |
| Para los censos de 1962 a 1999 la población legal corresponde a la población sin duplicidades (Fuente: INSEE [Consultar]) |     |     |     |     |     |